# Viggo Brun

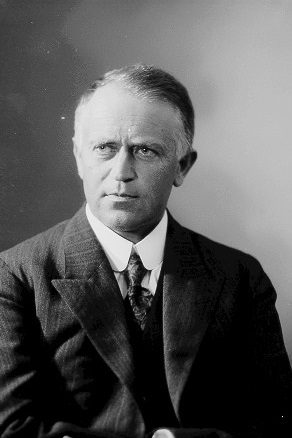

Viggo Brun (* 13. Oktober 1885 in Lier; † 15. August 1978 in Drøbak) war ein norwegischer Mathematiker.

## Leben
Brun war das jüngste von zehn Kindern eines Artillerie-Hauptmanns. Er studierte  Mathematik und Naturwissenschaften an der Universität Oslo, um Lehrer zu werden, und absolvierte das Lehrerstaatsexamen 1909. Er promovierte nie. 1910 reiste er auf eigene Kosten einige Monate an die Universität Göttingen, wo er David Hilbert und Edmund Landau hörte. Von 1910 bis 1915 erhielt er Forschungsstipendien in Oslo. Ein Reisestipendium 1914 nach Paris konnte er wegen des Ersten Weltkriegs nicht antreten, er blieb stattdessen in Drøbak bei Oslo. Zwischendurch leistete er auch seinen Wehrdienst. Ab 1920 war er Assistent von Axel Thue für angewandte Mathematik an der Universität. 1923 wurde er zum Professor an der Norwegischen Technischen Hochschule in Trondheim berufen. Dort blieb er bis 1946, als er Professor an der Universität Oslo wurde, was er bis zu seiner Emeritierung 1955 blieb.

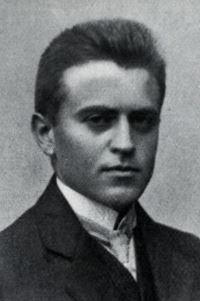

Seine Hauptleistung war eine Verbesserung des Siebes von Eratosthenes in Legendres Fassung. Damit konnte er Fortschritte bei der Goldbachschen Vermutung und bei der Vermutung unendlich vieler Primzahlzwillinge erzielen. Brun ist damit der eigentliche Urheber der in der analytischen Zahlentheorie wichtigen Siebmethoden.
Eine seiner Folgerungen war der Beweis, dass unendlich viele natürliche Zahlen n existieren, so dass n und n+1  Fastprimzahlen höchstens neunter Ordnung sind, also maximal neun Primfaktoren haben. Eine weitere Folgerung war der Satz, dass alle genügend großen geraden natürlichen Zahlen als Summe zweier Fastprimzahlen höchstens neunter Ordnung geschrieben werden können.
Gelegentlich ist sein Satz, dass die Summe der Reziproken aller Primzahlzwillinge konvergiert, dass diese Summe berechenbar ist und dass ihr Wert, die Brunsche Konstante, bekannt und sogar sehr klein (1,902160583104...) ist, als  Brunscher Witz bezeichnet worden. Der mathematische Witz liegt darin, dass trotz des präzisen Ergebnisses von Brun die eigentlich interessierende Frage, ob es unendlich viele Primzahlzwillinge gibt, offenbleibt (und die bejahende Vermutung bis heute nicht bewiesen werden konnte). Die Summe der Kehrwerte aller Primzahlen ist dagegen divergent, woraus folgt, dass es unendlich viele gibt (Leonhard Euler).
Auch eine mehrdimensionale Verallgemeinerung des Euklidischen Algorithmus stammt von Viggo Brun und wurde von ihm in der Musiktheorie angewandt (Entwicklung von Tonskalen).
Brun befasste sich auch mit Mathematikgeschichte und schrieb die Bücher (in Norwegisch) „Rechenkunst im alten Norwegen“, 1962, und „Alles ist Zahl - Mathematikgeschichte vom Altertum bis zur Renaissance“, 1964. Außerdem fand er ein nach seiner Einreichung bei der Pariser Akademie der Wissenschaften 1826 verschollenes Manuskript von Niels Henrik Abel in Florenz.
1966 wurde er Ehrendoktor der Universität Hamburg.
Zu seinen Schülern gehört Atle Selberg.